# The Sims 3: Seasons
The Sims 3: Årstider (The Sims 3: Seasons, originaltitel) är ett expansionspaket till datorspelet The Sims 3. Det släpptes den 13 november 2012 i Amerika och den 15 november i Europa.
I the sims 3: Årstider kan spelaren spela genom de fyra årstiderna. Spelaren har möjlighet att gå på festivaler och fira högtiderna.
Sommar
Under sommaren kan simmarna slappa på stranden, simma i havet, besöka sommarfestivalen eller bara njuta av vädret. Simmarna kan få en solbränna och solsting, eller få en fejkbränna i solbrännsautomaten som kan köpas i köpkatalogen på sommarfestivalen. Simmarna kan också gå på sommarfestivalen. Där finns slushstrutautomater och kiosker där simmarna kan köpa mat eller lösa in festivalbiljetter. För att vinna biljetter måste de delta i de olika tävlingarna på festivalerna. Simmarna kan spela fotboll, åka rullskridskor och delta i varmkorveriet (tävla om vem som hinner äta upp ett antal korvar först).
Sista fredagen varje årstid är det en högtid. På sommaren kommer slappardagen, då är simmarna lediga från skolan/jobbet och kan ha poolparty och njuta av värmen.
Hösten
På hösten blir trädenSimmarna kan räfsa löv och en regnig höstdag kan de fälla upp ett paraply som skyddar mot regnet och hagel. Det kan bli stormvindar och oväder. På höstfestivalen kan man gå in i skräckhuset och bli rejält skrämd, vara med i äppelhinkstävlingen (fånga så många äpplen som möjligt med tänderna) eller vara med i pajståndet (paj-ätar-tävling). På Spökeridagen (Halloween) kan simmarna sätta ut pumpor eller gå bus eller godis. Man kan också klä ut sina simmar i dräkter och ha maskerad eller skördefest.
Vintern
På vintern bildas frost på fönstren och istappar hänger från husen. Simmarna kan åka skridskor på dammar eller ha kul i första snön. Ibland kan det snöa så mycket att simbarn blir lediga från skolan. På vinterfestivalen kan simmarna åka skridskor och snowboard. På högtiden Snöflingedagen (julafton) kan simmarna fira tillsammans med nära och kära, få en kyss under misteln och öppna presenter.
Våren
På våren kan simmarna njuta i trädgården. På festivalen kan simmarna bli kyssta i kysståndet, ta reda på kemin mellan två simmar eller spela hästsko.
Kärleksdagen (alla hjärtans dag) är den romantiska högtidsdagen på våren. På denna kan simmarna träffa en käresta, dansa tryckare på vårfestivalen eller bara njuta av kärleken i luften. Påskafton inträffar också denna dag och då barnen kan leta påskägg och ha kul på lekplatsen.

## Onlinedejting
Simmarna kan skapa profiler på datorn och börja onlinedejta. Simmarna kan skicka förfrågningar till andra medlemmar och acceptera/ta emot från andra intresserade. Accepteras förfrågningarna dyker simmarna upp i relationspanelen som bekanta, och spelaren kan ta kontakt med dem. Eventuellt kan den simmen ringa upp själv. Ibland händer det att simmen inte gillar det som den ser, till exempel om man ljuger om sin personlighet eller kroppsform.

## Utomjordingar
Nytt i The sims 3 Årstider är utomjordingar. Varelserna från The sims 2 är tillbaka, och simmarna kan bli bortförda av de mystiska varelserna i kvarteret och bli gravida (till och med män). Utomjordingarna har en egen rymdraket och de kan åka till rymden, kidnappa simmar, skapa stormar eller ta en tur genom staden. Aliens behöver meditera för att få mer energi och de kan byta ut sina behovsmätare med en annan sims.